# Хаслах (приток Родаха)
Хаслах (нем. Haßlach) — река в Германии, протекает по Верхней Франконии (земля Бавария). Правый приток Родаха. Речной индекс 24144. Общая длина реки 31,16 км. Площадь бассейна 320,93 км². Высота истока 640 м. Высота устья 300 м.